# Nagesh Kukunoor
Nagesh Kukunoor Naidu (Hyderabad, 30 marzo 1967) è un regista, sceneggiatore, produttore cinematografico e attore indiano.

## Filmografia

### Cinema
- Hyderabad Blues (1998) - regista, produttore, sceneggiatore e attore
- Rockford (1999) - regista, sceneggiatore e attore
- Bollywood Calling (2001) - regista, sceneggiatore e attore
- 3 Deewarein (2003) - regista, sceneggiatore e attore
- Hyderabad Blues 2 (2004) - regista, produttore, sceneggiatore e attore
- Iqbal (2005) - regista e sceneggiatore
- Dor (2006) - regista, sceneggiatore e attore
- Bombay to Bangkok (2008) - regista e sceneggiatore
- 8 x 10 Tasveer (2009) - regista e sceneggiatore
- Aashayein (2010) - regista e sceneggiatore
- Mod (2011) - regista, produttore e sceneggiatore
- Lakshmi (2014) - regista, produttore, sceneggiatore e attore
- Dhanak (2016) - regista, produttore e sceneggiatore
- Good Luck Sakhi (2020) - regista e sceneggiatore

### Televisione
- Mayanagari-City of Dreams (2019) - regista e sceneggiatore

## Premi
- National Film Awards
  - "Best Film on Other Social Issues" (Iqbal) - 2006
  - "Best Children's Film" (Dhanak) - 2016
- Filmfare Awards
  - "Best Story" (3 Deewarein) - 2004
- Peachtree International Film Festival (Atlanta, Georgia)
  - "Audience Award for best film" (Hyderabad Blues) - 1999
- Rhode Island International Film Festival
  - "Audience Award for best film" (Hyderabad Blues) -  1999
- Palm Springs International Film Festival 
  - "Best Film - Mercedes Benz Audience Award, for Best Narrative" (Lakshmi) - 2014
- Festival di Berlino
  - "The Grand Prix, for the best feature-length film" (Dhanak) - 2015
  - Special Mention for the Best Feature Film by The Children's Jury for Generation Kplus" (Dhanak) - 2015
- Cinema in Sneakers (film festival)
  - "Best Film Award in the main category-Children's Feature Film Competition" (Dhanak) - 2015
- Montreal International Children's Film Festival (FIFEM)
  - "Best Film Award" (Dhanak) - 2015